# Aeroportul Kavumu
Aeroportul Kavumu (IATA: BKY, ICAO: FZMA) este un aeroport din Bukavu, Provincia Sud-Kivu, Republica Democratică Congo ce deservește zona Bukavu.
Situat la o altitudine de 1.720 m, aeroportul dispune de o singură pistă.